# Ride West
《Ride West》는 대한민국의 여성 5인조 음악 그룹 베이비복스의 일곱 번째 정규앨범이다.

## 앨범
국내 작곡가들과 작업한 지난 앨범들과는 다르게 미국 현지 음반 레이블사인 벙갈로 뮤직에서 프로듀싱을 맡았는데, 소속 프로듀서 Floss P와 Ond God의 주도아래 작업한 'Ride West' 앨범에는 1996년 총기 난사사건으로 숨진 힙합계의 전설 투팩이 생전 녹음해뒀던 미공개 랩 음원을 샘플링해 제작한 'Xcstasy'를 비롯해, 제니퍼 로페즈의 히트곡 'Play'를 재편곡한 'Play Remix', R&B 발라드 'The First And Last'등 기존의 베이비복스의 색깔과 힙합의 느낌을 절묘하게 가미해 업그레이드된 베이비복스의 음악성을 느낄 수 있다.
타이틀 곡 'Xcstasy'와 'Play Remix'는 각각 영어 버전과 한국어 버전이 수록되어있는데, 대한민국 음악사에서 최초로 타이틀 곡과 뮤직비디오를 영어 버전으로 제작한 음반이기도 하다.
사실 'Ride West'는 정규 앨범이 아닌, 6.5집 (스페셜 앨범)으로 기획되었다. 발표 직전 DR뮤직에서 6.5집으로 정정하기도 했지만, 결국 정규 앨범형태로 발매되는것으로 확정되었다. 애초에 스페셜 앨범으로 제작된 앨범이라 순수 창작곡이 6곡밖에 없다.
미국을 비롯하여 전세계 진출을 목표로 발매된 앨범이기 때문에 중국에서 히트한 'I'm Still Loving You'와 일본에서 발표된 'Go'의 일본어 버전 등이 수록되었다. 마지막 트랙 'Father & i'는 영화 돈텔파파의 OST이다.

## 수록곡
| #            | 제목                              | 작사             | 작곡             | 재생 시간 |
| ------------ | --------------------------------- | ---------------- | ---------------- | --------- |
| 1.           | 〈Intro〉                         |                  |                  | 1:04      |
| 2.           | 〈Xcstasy (English Version)〉     | Floss P, One God | Floss P, One God | 4:12      |
| 3.           | 〈Xcstasy (Korean Version)〉      | 김신일           | Floss P, One God | 4:11      |
| 4.           | 〈Xcstasy (Remix)〉               |                  |                  | 4:20      |
| 5.           | 〈Play Remix (English Version)〉  |                  |                  | 3:29      |
| 6.           | 〈Play Remix (Korean Version)〉   |                  |                  | 3:29      |
| 7.           | 〈Play Remix (Extended Version)〉 |                  |                  | 3:58      |
| 8.           | 〈The First And Last〉            | One God          | One God          | 4:44      |
| 9.           | 〈Move Your Body〉                | One God          | One God          | 3:38      |
| 10.          | 〈I Want You Back〉               | One God          | One God          | 3:44      |
| 11.          | 〈I'm Still Loving You〉          |                  |                  | 4:30      |
| 12.          | 〈Go (Japanese Version)〉         |                  |                  | 4:17      |
| 13.          | 〈Father & I (돈텔파파 OST)〉     |                  |                  | 3:38      |
| 총 재생 시간 | 총 재생 시간                      | 총 재생 시간     | 총 재생 시간     | 49:14     |

## 참여
이 목록은 해당 앨범의 부클릿에서 발췌하였다.
베이비복스
- 김이지 - 리더, 서브 보컬, 메인래퍼
- 이희진 - 메인보컬
- 심은진 - 리드보컬
- 간미연 - 메인보컬
- 윤은혜 - 서브 보컬

세션
- DR MUSIC - 이그제큐티브 프로듀서
- 프로듀서 - One God, 김신일, Floss P